# Кинкулькина, Марина Аркадьевна
Марина Аркадьевна Кинкулькина (род. 21 августа 1966, Москва) — российский учёный в области психиатрии, доктор медицинских наук, профессор, директор Института электронного медицинского образования Сеченовского университета, член-корреспондент Российской академии наук, врач-психиатр высшей категории.

## Биография
Получила высшее медицинское образование в Первом МГМУ, закончив его с отличием. Затем закончила клиническую ординатуру и аспирантуру по специальности психиатрия.
В 1994 году защитила диссертацию на соискание ученой степени кандидата медицинских наук на тему: «Психические нарушения и их коррекция у больных, имеющих показания для пересадки сердца или комплекса сердце-легкие».
В 1994 году начала работать в клинике психиатрии им С. С. Корсакова, в 1997 году возглавила женское психиатрическое отделение и руководила им до 2013 года.
В 1999 г., параллельно с лечебной работой, активно занялась педагогической и научной работой в родном университете, пройдя от ассистента и доцента до профессора кафедры психиатрии и наркологии. Сферы её научных интересов:
- депрессии при шизофрении и алкоголизме (разработаны индивидуальные терапевтические программы с использованием психофармакопрепаратов различных классов);
- депрессии у больных гепатитом С (разработаны алгоритмы диагностики и лечения заболеваний, в том числе при сопутствующих алкоголизме, наркомании, рекуррентного аффективного расстройства).

Ею исследованы генетические маркеры безопасности применения различных антидепрессантов при лечении депрессий, показана роль полиморфизмов генов белков-переносчиков серотонина и дофамина (SLC6A4, SLC6A3).
В 2007 году ей была присвоена степень доктора медицинских наук после защиты докторской диссертации на тему: «Депрессии при различных психических заболеваниях, клиника и лечение».
В 2013 году назначена на должность декана лечебного факультета Первого МГМУ им. И. М. Сеченова. Является научным руководителем диссертаций соискателей на ученую степень кандидата медицинских наук (на 2016 год пять аспирантов защитились).
28 октября 2016 года избрана членом-корреспондентом Отделения медицинских наук Российской академии наук (секция клинической медицины).
М. А. Кинкулькина является членом экспертного совета по терапевтическим наукам ВАК при Министерстве образования РФ, экспертом Роспотребнадзора в области оценки информации о суицидах, членом диссертационного совета по нервным болезням и психиатрии.

## Научные публикации
Марина Аркадьевна является автором более 160 научных работ, в том числе 4 монографии, 2 главы в национальных руководствах и 4 учебника.
- Кинкулькина М. А., Иванец Н. Н. Депрессии при шизофрении и алкоголизме — М.: Медпрактика-М, 2009. — ISBN 978-5-9880-3167-3.
- Иванец Н. Н., Тюльпин Ю. Г., Кинкулькина М. А. Наркология. Учебное пособие. — М: Гэотар-Медиа, 2011. — ISBN 978-5-9704-2068-3.
- Иванец Н. Н., Тюльпин Ю. Г., Чирко В. В. , Кинкулькина М. А. Психиатрия и наркология: учебник. — М: Гэотар-Медиа, 2012. — ISBN 978-5-9704-1167-4.
- Авдеева Т. И., Иванец Н. Н., Кинкулькина М. А. Аффективные расстройства позднего возраста — М.: Медпрактика-М, 2014. — ISBN 978-5-9880-3321-9.
- Иванец Н. Н., Тюльпин Ю. Г., Кинкулькина М. А. Психиатрия и медицинская психология. Учебник. — М: Гэотар-Медиа, 2019. — ISBN 978-5-9704-3079-8.

- Бросалин М. А., Кинкулькина М. А. Депрессивные состояния при зависимости от психоактивных веществ // Материалы 13-го Съезда психиатров России. — М., 2000. — с.230
- Иванец Н. Н., Кинкулькина М. А. Лечение алкогольной зависимости // Психиатрия и психофармакотерапия. — 2001. — Т. 3. — № 3. — С. 80—83.
- Лебедев М. А., Кинкулькина М. А. Опыт терапии адинамических депрессий различного генеза препаратом профлузак (флуоксетин-акри) // Психиатрия и психофармакотерапия. — 2001. — Т. 3. — № 4. — С. 135—138.
- Лебедев М. А., Палатов С. Ю., Кинкулькина М. А. Эффективность терапии депрессивных расстройств у женщин препаратом профлузак // Материалы научно-практической конференции «Серийные убийства и социальное насилие». — Ростов-на-Дону, 2001. — С. 64—65.
- Кинкулькина М. А. Сравнительное исследование рисперидона, галоперидола и клозапина при лечении острых психотических состояний у больных шизофренией и шизоаффективным психозом // Социальная и клиническая психиатрия. — 2002. — Т. 12. — № 1. — С. 45—48.
- Ivanets N. N., Kinkulkina M. A. Risperidone in patients with acute psychotic disorders: a comparative study // Neuroscience in Action: From Clinical Dilemma to Therapeutic Breakthrough. — Hamburg, Germany, 2002. — P. 51.
- Кинкулькина М. А. Сравнительное исследование рисполепта (в растворе для приема внутрь и таблетках) и галоперидола при лечении острых психотических состояний у больных эндогенными заболеваниями // Российский психиатрический журнал. — 2002. — № 5. — С. 46—51.
- Иванец Н. Н., Кинкулькина М. А., Лебедев М. А. Сравнительное открытое исследование эффективности и переносимости профлузака и амитриптилина при лечении депрессий в пожилом возрасте // Российский психиатрический журнал. — 2002. — № 6. — С. 47—51.
- Кинкулькина М. А. Поддерживающая терапия больных хроническим алкоголизмом: опыт длительного применения коаксила // Психиатрия и психофармакотерапия. — 2003. — Т. 5. — № 4. — С. 149—153.
- Кинкулькина М. А., Янушкевич М. В. Длительное применение коаксила при лечении алкоголизма // Материалы Российской конференции «Аффективные и шизоаффективные расстройства». — М., 2003. — С. 210—211.
- Кинкулькина М. А. Длительная поддерживающая терапия больных эндогенными заболеваниями — оптимизация режима дозирования рисполепта с учётом особенностей клинической картины болезни // Российский психиатрический журнал. — 2003. — № 6. — С. 62—67.
- Кинкулькина М. А. Оланзапин в сравнении с галоперидолом при лечении острых психотических состояний у эндогенных больных // Психиатрия и психофармакотерапия. — 2003. — Т. 5. — № 6. — С. 257—259.
- Кинкулькина М. А., Тюльпин Ю. Г., Балабанова В. В., Жуков А. О. Некоторые аспекты преподавания наркологии на додипломном этапе подготовки врачей // Вопросы наркологии. — 2003. — № 4. — С. 59—62.
- Кинкулькина М. А., Янушкевич М. В. Применение леривона в терапии хронического алкоголизма // «Актуальные вопросы охраны психического здоровья населения». Сборник научных статей. — Краснодар, 2003. — С. 468—471.
- Иванец Н. Н., Кинкулькина М. А. Лидевин в комплексной противорецидивной терапии больных хроническим алкоголизмом // Наркология. — 2004. — № 1. — С. 44—47.
- Иванец Н. Н., Кинкулькина М. А. Новые данные о сенсибилизирующей терапии алкогольной зависимости // Журнал неврологии и психиатрии им. С. С. Корсакова. — 2004. — Т. 104. — № 7. — С. 43—49.
- Кинкулькина М. А. Коаксил (тианептин) в поддерживающей терапии больных алкоголизмом // Вопросы наркологии. — 2003. — № 5. — С. 10—20.
- Иванец Н. Н., Кинкулькина М. А. Оланзапин при лечении острых психотических состояний у больных эндогенными заболеваниями // XI Российский национальный конгресс «Человек и лекарство». Тезисы докладов. — М., 2004. — С. 169.
- Kinkulkina M. A., Ivanets N. N. Tianeptine in the maintenance therapy of patients with alcoholism // 12th World Congress on Biomedical Alcohol Research. Abstracts // Alcoholism. Supplement to: 2004. — Vol. 28. — № 8. — P. 51A.
- Кинкулькина М. А., Иванец Н. Н. Применение лидевина при лечении больных с алкогольной зависимостью // Психиатрия и психофармакотерапия. — 2004. — Т. 6. — № 3. — С. 113—116.
- Кинкулькина М. А. Атипичный антипсихотик кветиапин при лечении острых психотических состояний у больных эндогенными заболеваниями: сравнительное исследование // Психиатрия и психофармакотерапия. — 2004. — Т. 6. — № 5. — С. 232—235.
- Кинкулькина М. А. Атипичные антипсихотические средства при лечении острых психотических состояний у больных шизофренией // Врач. — 2005. — № 11. — С. 51—53.
- Кинкулькина М. А., Горячев С. К., Авдеева Т. И., Изюмина Т. А. Применение флувоксамина в поддерживающей терапии больных алкоголизмом // ХIII Российский национальный конгресс «Человек и лекарство». Тезисы докладов. — М., 2006. — С. 109.
- Чирко В. В., Кинкулькина М. А. Лечение наркологических заболеваний // В кн.: Психиатрия и наркология. Учебник для вузов. — М., 2006. — С. 759—789.
- Кинкулькина М. А. Коррекция экстрапирамидных расстройств у больных, принимающих нейролептическую терапию: опыт применения амантадина сульфата // Российский психиатрический журнал. — 2006 — № 5. — С. 85—88.
- Гончарова О. А., Авдеева Т. И., Кинкулькина М. А. Сравнительная характеристика пароксетина и миртазапина при лечении постшизофренической депрессии // XIV Российский национальный конгресс «Человек и лекарство». Тезисы докладов. — М., 2007. — С. 80.
- Тихонова Ю. Г., Кинкулькина М. А., Авдеева Т. И., Волков А. В., Изюмина Т. А. Опыт применения миртазапина при лечении депрессивных состояний у больных хроническим гепатитом С и с психическими расстройствами вследствие злоупотребления психоактивными веществами // XIV Российский национальный конгресс «Человек и лекарство». Тезисы докладов. — М., 2007. — С. 226.
- Кинкулькина М. А. Депрессии, развивающиеся у больных шизофренией после купирования острого психотического состояния — клиника и лечение // Труды конференции, посвященной 120-летию клиники психиатрии им. С. С. Корсакова. — М., 2007. — С. 54—65.
- Абрамова Л. И., Олейчик И. В., Иванец Н. Н., Кинкулькина М. А., Андреев Б. В., Макерова Е. А., Мухин А. А. Ципралекс (эсциталопрам) при лечении тяжелых эндогенных депрессий: особенности терапевтической эффективности и переносимости // Психиатрия и психофармакотерапия. — 2007. — Т. 9. — № 2. — С. 48—53.
- Кинкулькина М. А. Лечение депрессий, развивающихся у больных шизофренией после купирования острого психотического состояния // Российский психиатрический журнал. 2007. — № 3. — С. 64—68.
- Иванец Н. Н., Кинкулькина М. А., Авдеева Т. И., Сысоева В. П. Психофармакотерапия тревожных расстройств у больны пожилого возраста: эффективность, переносимость и современная роль лечения анксиолитиками // Социальная и клиническая психиатрия — 2014. — Т. 24. — № 2. — С. 60—71.